# Dactyloceras conjuncta
Dactyloceras conjuncta är en fjärilsart som beskrevs av Embrik Strand 1911. Dactyloceras conjuncta ingår i släktet Dactyloceras och familjen Brahmaeidae. Inga underarter finns listade i Catalogue of Life.